# العلاقات العراقية المولدوفية
العلاقات العراقية المولدوفية هي العلاقات الثنائية التي تجمع بين العراق ومولدوفا.

## مقارنة بين البلدين
هذه مقارنة عامة ومرجعية للدولتين:
| وجه المقارنة                                              | العراق                       | مولدوفا                           |
| --------------------------------------------------------- | ---------------------------- | --------------------------------- |
| المساحة (كم2)                                             | 437.07 ألف                   | 33.85 ألف                         |
| عدد السكان (نسمة)                                         | 38.27 مليون                  | 2.55 مليون                        |
| الكثافة السكانية (ن./كم²)                                 | 87.56                        | 75.33                             |
| العاصمة                                                   | بغداد                        | كيشيناو                           |
| اللغة الرسمية                                             | اللغة العربية، اللغة الكردية | اللغة المولدوفية، اللغة الرومانية |
| العملة                                                    | دينار عراقي                  | ليو مولدوفي                       |
| الناتج المحلي الإجمالي (بليون دولار)                      | 197.72 مليار                 | 8.13 مليار                        |
| الناتج المحلي الإجمالي (تعادل القوة الشرائية) بليون دولار | 560.73 مليار                 | 17.94 مليار                       |
| الناتج المحلي الإجمالي الاسمي للفرد دولار أمريكي          | 4.94 ألف                     | 3.65 ألف                          |
| الناتج المحلي الإجمالي للفرد دولار أمريكي                 | 15.06 ألف                    | 4.98 ألف                          |
| مؤشر التنمية البشرية                                      | 0.654                        | 0.693                             |
| رمز المكالمات الدولي                                      | +964                         | +373                              |
| رمز الإنترنت                                              | .iq                          | .md                               |
| المنطقة الزمنية                                           | ت ع م+03:00، ت ع م+04:00     | ت ع م+02:00، ت ع م+03:00          |

## منظمات دولية مشتركة
يشترك البلدان في عضوية مجموعة من المنظمات الدولية، منها:
| علم المنظمة | اسم المنظمة                        | تاريخ انضمام العراق | تاريخ انضمام مولدوفا |
| ----------- | ---------------------------------- | ------------------- | -------------------- |
|             | الاتحاد الدولي للاتصالات           | 12 نوفمبر 1928      | 20 أكتوبر 1992       |
|             | مؤسسة التنمية الدولية              | 29 ديسمبر 1960      | 14 يونيو 1994        |
|             | منظمة حظر الأسلحة الكيميائية       | ?                   | ?                    |
|             | يونسكو                             | 21 أكتوبر 1948      | 27 مايو 1992         |
|             | الأمم المتحدة                      | 21 ديسمبر 1945      | 2 مارس 1992          |
|             | وكالة ضمان الاستثمار متعدد الأطراف | 6 أكتوبر 2008       | 9 يونيو 1993         |
|             | مؤسسة التمويل الدولية              | 27 ديسمبر 1956      | 10 مارس 1995         |
|             | البنك الدولي للإنشاء والتعمير      | 27 ديسمبر 1945      | 12 أغسطس 1992        |
|             | الاتحاد البريدي العالمي            | ?                   | ?                    |
|             | منظمة الشرطة الجنائية الدولية      | ?                   | ?                    |

## وصلات خارجية
- موقع وزارة الخارجية العراقية
- موقع وزارة الخارجية المولدوفية